# Historias breves
Historias breves és una pel·lícula argentina que aplega els curtmetratges participants en un concurs impulsat per l'INCAA per cineastes emergents. La seva primera edició va ser la més important i va estar integrada per curtmetratges dirigits per Daniel Burman, Israel Adrián Caetano, Jorge Gaggero, Tristán Gicovate, Sandra Gugliotta, Paula Hernández, Lucrecia Martel, Pablo Ramos, Ulises Rosell, Bruno Stagnaro i Andrés Tambornino que es va estrenar el 19 de maig de 1995.
Els curtmetratges van ser realitzats per alumnes provinents del Centre d'Experimentació i Realització Cinematogràfica (anomenat Escuela Nacional de Experimentación y Realización Cinematográfica –ENERC- a partir de l'any 2011), de la Universitat de Buenos Aires i de l'Escola de Cinematografia de Avellaneda i integren el llargmetratge per haver estat els guanyadors i guanyadores de la primera edició del concurs de curtmetratges realitzat per l'Instituto Nacional de Cine y Artes Audiovisuales el 1994, que és considerat com una peça fonamental per a la formació d'una generació renovada de directors de cinema, que es va dir nou cinema argentí.

## Curtmetratges inclosos

### La ausencia
A La ausencia, dirigida per Pablo Ramos Grad sobre el seu propi guió, la trama tracta d'un home que, quan comprova que un rellotger solitari controla el destí d'una cantonada, tracta de reemplaçar-lo.

### Cuesta abajo
Cuesta abajo, dirigida i guionada per Israel Adrián Caetano, tracta sobre un camioner que transporta una càrrega de pollastres i es perd en una ruta interminable.

### Dónde y cómo Oliveira perdió a Achala
Andrés Tambornino i Ulises Rosell dirigiren el curtmetratge Dónde y cómo Oliveira perdió a Achala obre el seu propi guió escrit en col·laboració amb Rodrigo Moreno, en el qual dos homes viatjant en un acte busquen un poble, pel que sembla pel camí incorrecte.

### Guarisove, los olvidados
Guarisove, los olvidados, que està dirigida per Bruno Stagnaro segons el seu propi guió. Dos grups de soldats estan en les Illes Malvines però ignoren que ja va acabar la guerra.

### Niños envueltos
Niños envueltos està dirigida per Daniel Burman segons el seu propi guió i es refereix a un jove i una noia que es troben per una confusió en els lliuraments d'una casa que proveeix menjar a domicili.

### Noches áticas
Sandra Gugliotta va dirigir Noches áticas s segons el seu propi guió, en la qual el personatge és una tarotista que treballa en una línia eròtica, qui rep una valisa amb dòlars marcats per a treure-la del país per tal de blanquejar-los.

### Ojos de fuego
Ojos de fuego , qque va ser dirigida per Jorge Gaggero segons el seu propi guió escrit en col·laboració amb Matías Oks, mostra al foc com a expressió de rebel·lia d'un noi de 13 anys que viu en un ambient de misèria.

### Rey muerto
Rey Muerto va ser dirigit i guionat per Lucrecia Martel. La història transcorre a Rey Muerto, un poble del nord-oest argentí, en el qual una dona busca escapar del seu marit que la maltracta, emportant-se als seus tres fills.

### La simple razón
La simple razón va ser dirigida per Tristán Gicovate segons el seu propi guió.

## Comentaris
Sobre la pel·lícula Historias breves es va escriure:

Alejandro Ricagno a El Amante del Cine va escriure:
| « | «Les rúbriques tècniques són, en la seva majoria, impecables i estan en funció de la narració. Vull dir: no són prolijitos per distreure o omplir buits d'estructura. Un pot agradar més d'algun que d'un altre...però se surt del cinema...com qui ha vist un programa de cinema compost per atractives històries curtes amb climes i cerques diverses..» | » |

Claudio España a La Nación va opinar:
| « | «El treball d'aquests joves no procura l'artifici visual i el seu llenguatge fílmic s'assenteix en la imatge immediata, senzilla i allunyada de rebuscaments.» | » |

Rafael Granado a Clarín dijo:
| « | ««Molt bona...infreqüent qualitat en totes les rúbriques...la creativitat en format petit.» | » |

Manrupe y Portela escriuen:
| « | «....de sorprenent qualitat. Un de les poques estrenes innovadores (en l'estètic i el conceptual). Alguns (Ojos de fuego; Dónde y cómo..., Rey muerto es destaquen, però el nivell general és excel·lent. Molt més que exercicis formals» | » |

## Llegat
La cineasta Lucrecia Martel diu que l'estrena d'Historias breves va tenir "molt èxit" i va aplegar 10.000 espectadors. "També va inspirar a la gent", diu, "a estudiar cinema i començar a fer curtmetratges. Va ser un fenomen molt important en termes espirituals. Curiosament, molts dels directors que van començar la seva carrera en aquell moment —'95 o '96— segueixen fent pel·lícules avui dia. Aquell esdeveniment va inaugurar l'activitat de molts directors, i també l'interès de molts joves pel cinema". L'estudiós de cinema Haden Guest diu que va ajudar a inaugurar el nou cinema argentí i "és realment on va començar el [moviment]".